# Theodore Shapiro
Theodore Michael Shapiro, född 29 september 1971 i Washington, D.C., är en amerikansk kompositör.
Han är mest känd som kompositör av filmmusik. Han har bland annat gjort musiken till 13 snart 30, …och så kom Polly, Djävulen bär Prada, Fun with Dick and Jane, Idiotrepubliken, Du, jag och Dupree, Wet Hot American Summer och Marley & jag.
Han tog 1993 sin kandidatexamen i musik från Brown University.

## Filmografi (i urval)
- 2000 – State and Main
- 2001 – Wet Hot American Summer
- 2001 – Not Another Teen Movie
- 2003 – Old School
- 2003 – View from the Top
- 2004 – …och så kom Polly
- 2004 – Starsky & Hutch
- 2004 – 13 snart 30
- 2004 – Dodgeball
- 2005 – Fun with Dick and Jane
- 2006 – Djävulen bär Prada
- 2006 – Du, jag och Dupree
- 2006 – Idiotrepubliken
- 2007 – Blades of Glory
- 2007 – Mr. Woodcock
- 2008 – Semi-Pro
- 2008 – Tropic Thunder
- 2008 – Marley & jag
- 2009 – I Love You, Man
- 2009 – Year One
- 2009 – Jennifer's Body
- 2009 – Har du hört ryktet om Morgans?
- 2011 – Arthur
- 2012 – Game Change (TV-film)
- 2012 – Piraterna!
- 2012 – Rivalerna
- 2013 – Familjetrippen
- 2013 – The Secret Life of Walter Mitty
- 2014 – St. Vincent
- 2015 – Spy
- 2015 – Trumbo
- 2015 – The Intern
- 2016 – Zoolander 2
- 2016 – Central Intelligence
- 2016 – Ghostbusters
- 2016 – Office Christmas Party
- 2016 – Skönheten i allt
- 2017 – Kapten Kalsong: Filmen
- 2018 – A Simple Favor
- 2019 – Last Christmas
- 2019 – Bombshell
- 2019 – Spies in Disguise
- 2020 – Trolls 2: Världsturnén
- 2021 – Den mystiska Benedict-klubben (TV-serie)
- 2021 – Yellowjackets (TV-serie)
- 2022 – Severance (TV-serie)
- 2022 – The School for Good and Evil
- 2023 – Trolls 3